# Muriel Cooper
Muriel Cooper (1925 - 26 mai 1994) était une graphiste, pionnière du design numérique, chercheuse et professeure au MIT Media Lab. Elle a travaillé pendant 6 ans au bureau des publications du MIT. Après avoir obtenu une bourse d'études Fullbright en Italie, puis monté son propre studio de design, elle est ensuite devenue la première directrice artistique du MIT Press nouvellement créé. Elle a conçu plus de 500 publications tout au long de sa carrière de graphiste, dont beaucoup ont été primées. Elle a ensuite fondé le Visible Language Workshop (en) qu'elle a dirigé pendant 12 ans, équipe fondatrice du MIT Media Lab en 1985. Durant toute sa carrière, elle a mis au centre de sa pratique et de sa recherche l'exploration et l'appropriation des moyens de production du design graphique : de l'impression à l'informatique. Elle est décédée en 1994 quelques mois après avoir donné une présentation très remarquée sur ses projets d'interfaces graphiques novatrices : Paysages d'Informations (Information Landscape).

## Formation
Muriel Cooper obtient un Bachelor of Arts en 1944. Elle poursuit ensuite ses études au Massachusetts College of Art and Design où elle obtient un Bachelor of Fine-Arts en 1948 ainsi qu'un Bachelor of Sciences spécialisé en éducation en 1951. Elle est alors largement influencée par les modernistes : Walter Gropius, György Kepes (en) ainsi que Gertrude Stein. À la fin de ses études, elle monte à New-York afin de trouver un emploi dans la publicité. Elle y rencontre Paul Rand qui travaillait alors pour le magazine Esquire et qui aura une grande influence sur elle. Elle travaille un temps en tant que designer à l'institut d'Art Contemporain de Boston.

## MIT Publication Office
En 1952, Cooper commence à travailler en indépendante pour le MIT Publication Office (qui deviendra plus tard le MIT Press). Elle y est rapidement recrutée et elle prend la tête du service design où elle collabore avec György Kepes. Elle développe notamment un système graphique standardisé pour les pamphlets d'été de l'institution. En 1955, elle recrute son amie d'université Jacqueline Casey qui prendra sa suite à la tête du service design jusqu'à la fin de sa carrière. À travers leur travail pour le MIT, elles diffusent et popularisent la typographie et le style suisse aux États-Unis.
En 1958, Cooper obtient une bourse d'études Fullbright et quitte le MIT Press pour Milan, après y avoir travaillé pendant 6 ans. En Italie, elle étudie le design d'expositions (en) et donne ses premiers cours à l'université. Elle prend de très nombreuses photographies qui témoignent déjà de son intérêt pour les effets de transparence, les superpositions ainsi que les points de vue multiples.

## MIT Press

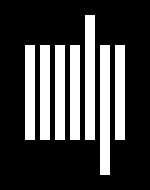
Logo de MIT Press, dessiné par Muriel Cooper en 1965

À son retour d'Italie, Cooper établit son studio de design : Muriel Cooper Media Design. Le MIT figure de nouveau dans ses clients. Alors que le bureau des publications se réorganise pour devenir le MIT Press, son directeur contacte Paul Rand pour lui proposer d'en devenir le directeur artistique. Celui-ci refuse et recommande Cooper à la place . Le premier livre de Cooper pour l'institution paraît en 1963 mais il est trop complexe et artistique, elle le considère comme un échec. Elle commence alors à travailler sur le désormais célèbre logo de l'institution qui est toujours utilisé aujourd'hui. Il émerge peu à peu à partir des lettres de l'institution : "mitp", abstraites comme des tranches de livres posés sur une étagère. En 1967, elle devient officiellement la première Directrice du design et des médias du MIT Press, elle y monte également une petite unité de recherche afin d'expérimenter autour des nouvelles machines à écrire IBM ainsi que des mises en page informatisées.
Pendant ses années au MIT Press, elle a conçu des centaines de publications, dont certaines sont restées emblématiques. Parmi celles-ci, Cooper a travaillé pendant plus de deux ans à la réalisation de l'ouvrage Bauhaus: Weimar, Dessau, Berlin, Chicago, publié en 1969, pour les 50 ans de la fondation de l'école du Bauhaus. Il s'agit d'une version élargie, révisée et complètement remise en page d'une publication allemande antérieure. Cooper y synthétise une somme considérable de documents du Bauhaus, 200 documents d'archives et 800 illustrations, dont certains n'ont encore jamais été publiés. Elle utilise pour cela une grille typographique rigoureuse et s'appuie sur la police de caractères Helvetica, récemment créée. Pour l'édition à couverture souple, elle décide de prendre les trois plaques (cyan, magenta et jaune) d'impression et, au lieu de les superposer pour créer du noir, décide de les glisser les unes par rapport aux autres, révélant ainsi le processus d'impression du livre. Cette attention au processus de conception et de fabrication seront sa marque de fabrique en tant que designer.
Parmi ses autres travaux marquants en design éditorial, il faut citer L'Enseignement de Las Vegas (Learning From Las Vegas), essai majeur sur le post-modernisme paru en 1972, et File Under Architecture (1974), l'un des premiers livres à la mise en page conçue sur ordinateur.

## Visual Language Workshop
En 1975, elle devient la première professeure de design graphique au MIT, au "Center for Advanced Visual Studies" (CAVS). Elle y fonde avec Ron Mac Neil le Visual Language Workshop (Atelier du Langage Visuel). Elle met en place un environnement de travail ouvert et centré autour des machines, inspiré par le Bauhaus. Ses étudiants iront même jusqu'à abattre une cloison afin de faciliter la circulation entre la presse et l'impression, en 1976, afin de décloisonner l'impression offset de la salle pré-press photographique
Bien qu'elle fût initiée à l'informatique par Nicholas Negroponte en 1967, elle n'apprendra jamais elle-même à programmer. Elle ressort cependant de son cours avec la conviction que l'informatique a le potentiel de transformer la communication. Elle invente avec Negroponte la notion de "copie souple" (soft copy) qui représente le texte numérisé et dont la forme n'est pas figée. Contrairement au texte figé sur papier, le texte numérique (copie souple) peut librement être copié et réutilisé dans d’innombrables contextes et sous des formes variées.

## MIT Media Lab
En 1985, Negroponte propose à Cooper de participer avec le Visual Language Workshop à la création du MIT Media Lab. Il insiste pour qu'elle modifie le nom de l'équipe, mais elle refuse. En revanche, l'orientation de l'atelier se focalise sur le développement de nouvelles interfaces graphiques pour la lecture. Elle forme notamment des binômes de designers et d'informaticiens spécialistes en intelligence artificielle pour explorer l'usage de cette dernière pour filtrer l'information . Elle explore également l'affichage numérique de la typographie. Elle et ses étudiants développent un ensemble de projets qui explorent notamment la mise en page d'informations dans des espaces interactifs en 3 dimensions. Elle présente l'ensemble de ses travaux en 1994 lors de la première conférence TED. Elle meurt soudainement quelques mois après cette présentation.
Cooper a été membre de l'Association for Computing Machinery et de l'Alliance Graphique Internationale (AGI).

## Influence et héritage
À la suite du décès de Muriel Cooper en 1994, une petite exposition rétrospective est organisée au MIT.
Vingt ans plus tard, en 2014, une exposition intitulée Messages and Means: Muriel Cooper at MIT est montrée à la Arthur Ross Architecture Gallery, un espace d'exposition de l'Université Columbia à New York. Les curateurs sont David Reinfurt (designer graphique) et Robert Wiesenberger (chercheur à l'université de Columbia). Pour monter l'exposition, ils ont parcouru les archives Muriel Cooper et ont retenu des travaux imprimés, des vidéos, et des œuvres informatiques, illustrant les quatre décennies d'activité de Muriel Cooper.
En 2017, les éditions MIT Press publient un ouvrage rétrospectif richement illustré, intitulé Muriel Cooper, édité par David Reinfurt et Robert Wiesenberger, qui avaient conçu l'exposition de 2014. Le livre inclut des contributions de Lisa Strausfeld (élève de Muriel Cooper) et Nicholas Negroponte. Des sections illustrées couvrent le travail de design graphique, l'enseignement et la recherche de Muriel Cooper.